# Chaetodon ocellatus
Chaetodon ocellatus là một loài cá biển thuộc chi Cá bướm (phân chi Chaetodon) trong họ Cá bướm. Loài này được mô tả lần đầu tiên vào năm 1787.

## Từ nguyên
Tính từ định danh trong tiếng Latinh mang nghĩa là "có đốm lớn như mắt", hàm ý đề cập đến đốm đen trên phần mềm của vây lưng ở loài cá này.

## Phạm vi phân bố và môi trường sống
Từ khu vực New England (Hoa Kỳ), C. ocellatus được phân bố trải dài về phía nam, băng qua vịnh México và biển Caribe, gồm cả Bermuda ngoài khơi đến bang São Paulo, Brasil; một cá thể non dài 3 cm đã được phát hiện ở ngoài khơi Musquodoboit Harbour (tỉnh Nova Scotia, Canada). Theo hải lưu Gulf Stream, cá bột đến được phạm vi phía bắc trong những tháng mùa hè, nhưng chúng không thể sống sót được trong mùa đông.
C. ocellatus sống tập trung trên các rạn san hô viền bờ ở những vùng nước trong, được tìm thấy ở độ sâu đến ít nhất là 30 m.

## Mô tả

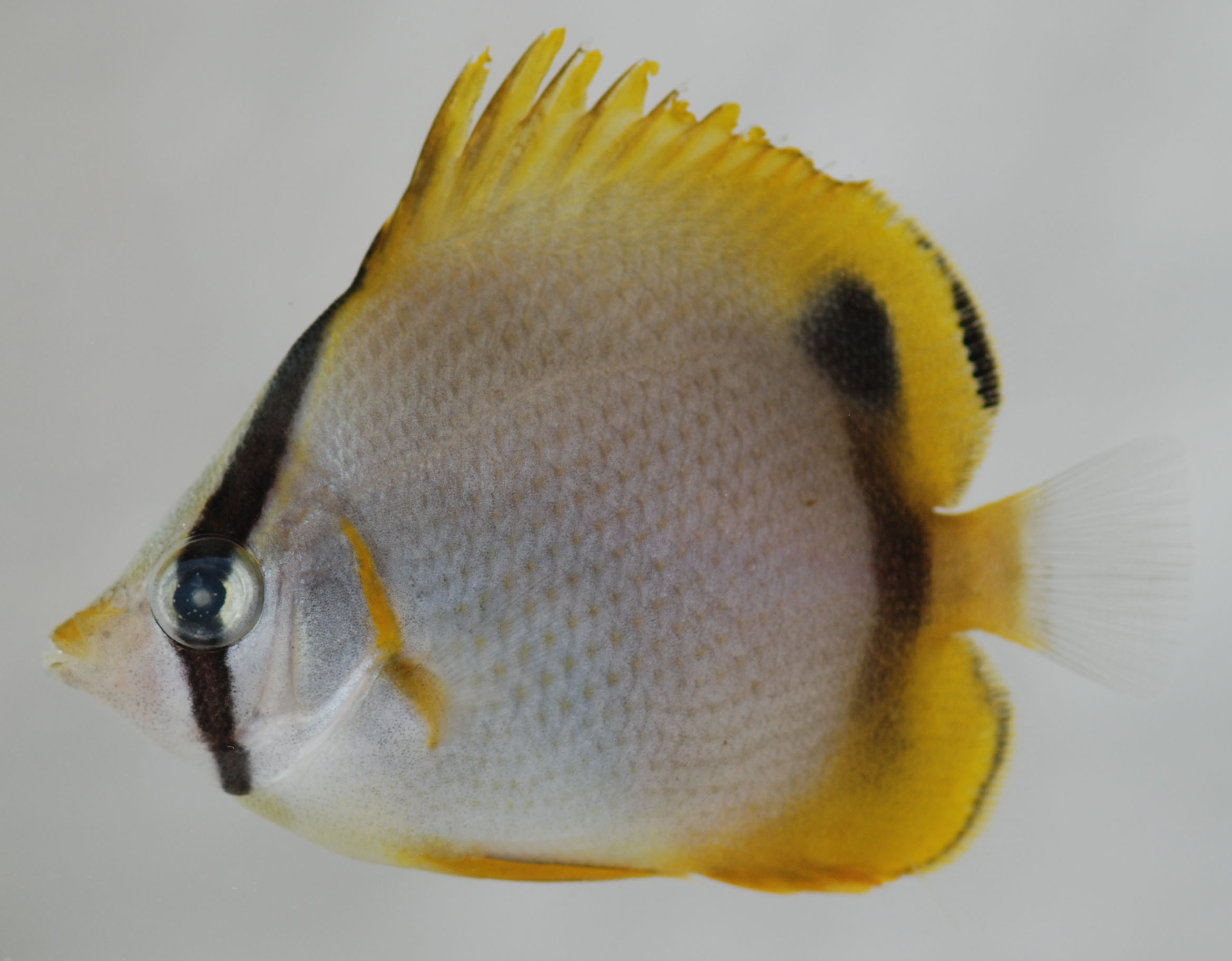
Cá con

C. ocellatus có chiều dài cơ thể lớn nhất được ghi nhận là 20 cm. Loài này có màu trắng, trở nên vàng hơn ở một phần thân sau. Đầu có dải đen từ gáy băng dọc qua mắt xuống ngực. Trừ vây ngực trong suốt, các vây còn lại đều có màu vàng tươi, riêng nửa sau vây đuôi trong suốt. Vệt vàng dọc theo rìa sau nắp mang xuống gốc vây ngực. Có một đốm đen lớn đặc trưng ở phần vây lưng mềm (có thể mờ đi tùy theo tâm trạng, như hình) và một đốm nhỏ hơn ngay góc sau của vây (chỉ có cá đực mới có). Cá con có thể xuất hiện một vệt đen từ đốm vây lưng lớn băng qua cuống đuôi xuông vây hậu môn. Vào ban đêm, C. ocellatus có thể xuất hiện thêm những dải màu sẫm trên cơ thể.
Số gai ở vây lưng: 12–13; Số tia vây ở vây lưng: 18–21; Số gai ở vây hậu môn: 3; Số tia vây ở vây hậu môn: 16–17; Số tia vây ở vây ngực: 14–15; Số gai ở vây bụng: 1; Số tia vây ở vây bụng: 5; Số vảy đường bên: 33–39.

## Sinh thái học

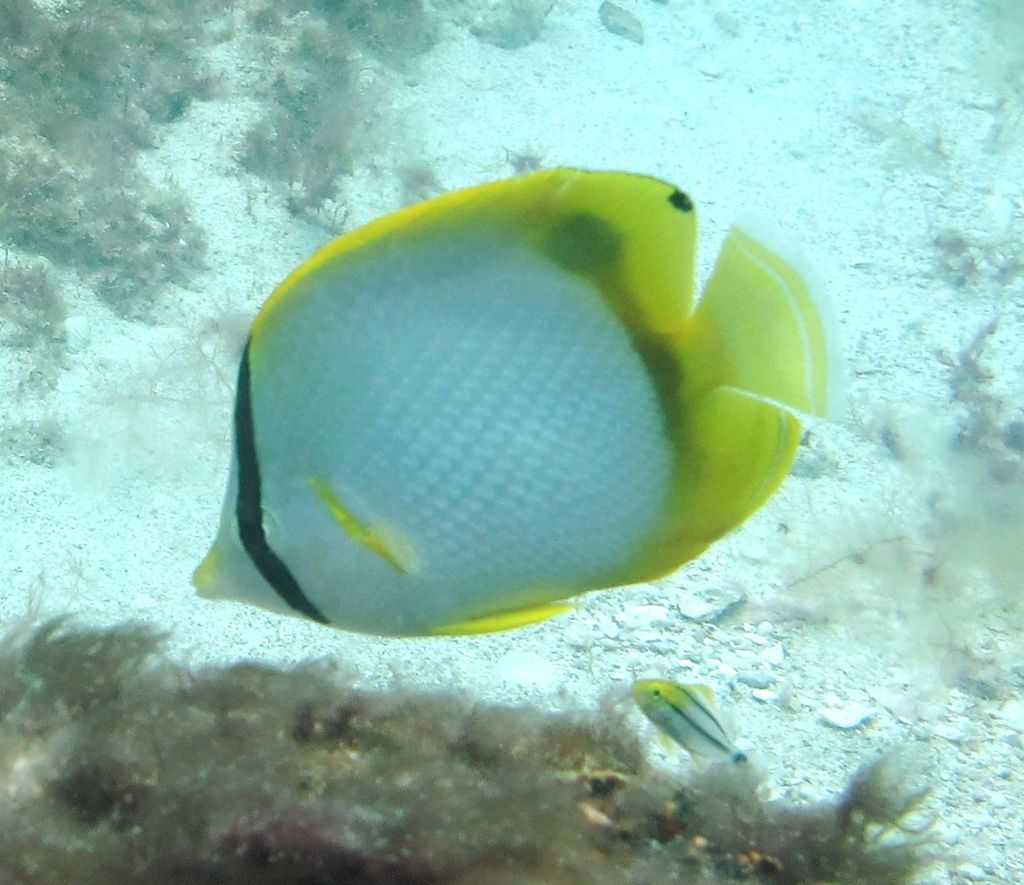
C. ocellatus với đốm đen lớn trên vây lưng

Thức ăn của C. ocellatus chủ yếu là các loài thủy sinh không xương sống. Tuy cũng ăn san hô nhưng chúng không hoàn toàn phụ thuộc vào nguồn thức ăn này.
C. ocellatus thường kết đôi với nhau.

## Thương mại
C. ocellatus thường được thu thập trong ngành kinh doanh cá cảnh, tuy nhiên đang mất dần tính phổ biến vì chúng không sống được trong bể cá trong một thời gian dài.